# Felco
Die FELCO SA mit Sitz in Les Geneveys-sur-Coffrane (Gemeinde Val-de-Ruz) ist ein international tätiger Schweizer Hersteller von Garten- und Drahtscheren. Die Firma stellt jährlich über eine Million Scheren her und exportiert diese zu 90 Prozent in über 100 Länder. Sie ist im Markt für Profischeren weltweit führend. Das 1945 von Félix Flisch gegründete Familienunternehmen beschäftigt rund 140 Mitarbeiter und erwirtschaftete 2009/10 einen Umsatz von 41 Millionen Schweizer Franken.

## Tätigkeitsgebiet

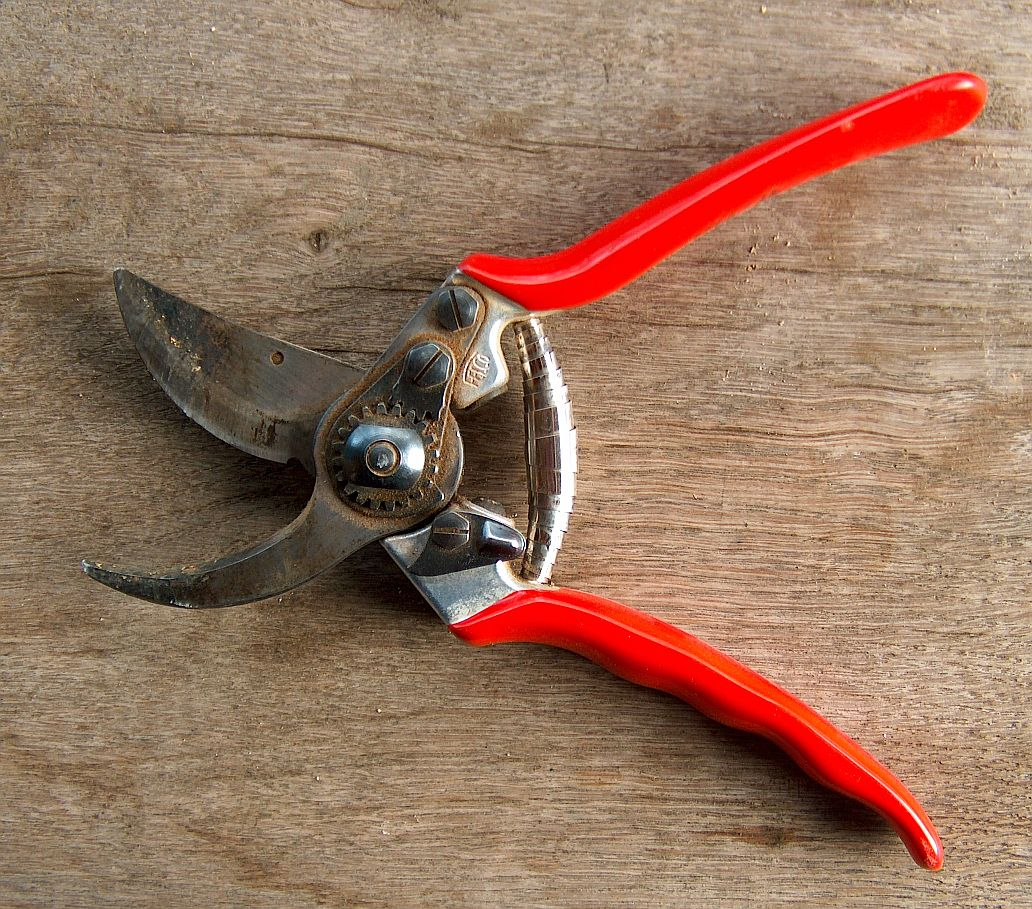
Rebschere von Felco

In ihrem Werk in Les Geneveys-sur-Coffrane stellt Felco Ein- und Zweihand-Baum-, Reb- und Gartenscheren in verschiedenen Varianten her, darunter auch spiegelverkehrte Modelle für Linkshänder und Scheren mit Rollgriff (früher Felco 3, heute Felco 7), die Hautblasen beim Vielschneiden verhindern. Die Scheren gelten als robust und langlebig. Weiter fertigt das Unternehmen pneumatische und elektrische Baum- und Rebscheren, Sägen sowie Ein- und Zweihand-Kabelscheren. Darüber hinaus produziert Felco alle Ersatzteile dazu, etwa auch Klingen und Gegenklingen, die bei den heutigen Scheren nicht mehr vernietet, sondern verschraubt sind und sich ohne Messerschmied austauschen lassen.

## Auszeichnungen
2009 war Felco eines der drei für den Osec Export Award der Osec nominierten Unternehmen.